# Neodexiopsis similis
Neodexiopsis similis är en tvåvingeart som beskrevs av Costacurta, Couri och Carvalho 2005. Neodexiopsis similis ingår i släktet Neodexiopsis och familjen husflugor. Inga underarter finns listade i Catalogue of Life.